# 佐藤和男 (スキー選手)
佐藤 和男（さとう かずお、1937年6月10日 - ）は、長野県下高井郡野沢温泉村出身の元クロスカントリースキー選手、指導者。
戦後を代表する名選手の一人で、冬季オリンピックに3回連続出場した。

## 来歴
下高井農林高 → 野沢温泉クラブ（自営） → 東洋高圧砂川
高校時代は目立った実績が無く、卒業後は家業の農業に従事しながら競技を続けた。1959年の国民体育大会クロスカントリースキー成年男子10kmで5位となり、1960年スコーバレーオリンピックの代表候補となる。この時の選考会で好成績を残したことから、松橋高司・栗田栄治とともに、同オリンピックのクロスカントリー代表に選出された。同オリンピックでは、クロスカントリースキーの個人15km・30km、リレーにエントリーし、15kmでは30位、30kmでは41位、リレーでは10位の成績を残した。
その後も、1961年の第39回全日本スキー選手権大会クロスカントリースキーで15kmと50Kmの2冠となるなど、トップ選手として活躍し、続く1964年インスブルックオリンピックの代表にも選出される。同オリンピックでは、クロスカントリースキーの個人競技全て（15km、30km、50km）とリレーにエントリーし、15kmでは35位、30kmでは41位、50kmでは27位、リレーでは10位の成績を残した。
大会終了後、実業団の東洋高圧砂川に入社。1965年の第43回全日本スキー選手権大会では、個人15km・30km・50kmで史上初の3冠を達成し、同年度の日本スポーツ賞スキー部門優秀選手に選ばれた。1966年には世界選手権に出場し、15kmでは27位、30kmでは39位、リレーでは11位の成績を残した。
1967年の第45回全日本スキー選手権大会では、個人30km・50kmの2冠となり、1968年グルノーブルオリンピックの代表に3たび選出される。同オリンピックでは日本選手団の主将をつとめ、前回に続いてクロスカントリースキー個人3種目とリレーにエントリーする。個人30kmでは45位、15kmでは途中棄権した。リレーでは10位の成績を残した。
大会終了後に現役を退く。以後は1972年札幌オリンピックのクロスカントリースキーチームのコーチとなるなど、指導者として活躍。また、郷里野沢温泉村の企業参与や収入役を歴任した他、1998年長野オリンピックでは県スキー連盟のアドバイザーを務めた。

## エピソード
佐藤の現役当時は、チーム体制や用具、練習量などといった面でも、日本は世界と大きな差があった（例えば、現在では当たり前の存在である専任のワックスマンが、当時の日本チームにはまだおらず、自分たちでスキーの手入れをしなければならなかったという）。そのため佐藤は、海外の事情を知るために、インスブルック五輪前後の一年間、フィンランドへ武者修行に出掛けた。アルバイトをしながら練習し、国際大会に多く出場するなどして、北欧のやり方を学んだという。